# Vlag van Birmingham (Verenigd Koninkrijk)

Vlag van Birmingham

Banier van Birmingham

De vlag van Birmingham werd op 23 juli 2015 vastgesteld als gemeentevlag in Engeland. Na een openbare wedstrijd in 2015 werd een vlag voor de stad aangenomen die vrij kan worden gehesen door de gemeenschap. Het onderscheidt zich van de vlag die exclusief door de gemeenteraad van Birmingham wordt gehesen, een wapenvlag die is afgeleid van het wapen van de stad. Begin 2015 werd een wedstrijd gehouden om een nieuwe vlag voor openbaar gebruik te ontwerpen, waarbij 470 voorgestelde ontwerpen aan de wedstrijd deelnamen.

## Beschrijving en verklaring
De vlag kan als volgt worden beschreven:
Gouden verticale zigzag offset om blauw en rood te hijsen, met een stierenkop in het midden.
De succesvolle inzending werd aangekondigd op 23 juli 2015 en is ontworpen door de 11-jarige Thomas Keogh en David Smith. Het heeft de vorm van een gele stierenkop, die doet denken aan Birmingham's Bull Ring, geplaatst op een rood veld met een abstracte gele letter "B" op blauw (het blauw vertegenwoordigt het uitgestrekte kanaalnetwerk van de stad) bij de takel die, wanneer geplaatst op zijn kant , vormt het Romeinse cijfer "M" (1000) dat staat voor Birmingham's epitheton "City of a Thousand Trades". De kleur en het ontwerp van de vlag weerspiegelen die van het wapen.

## Andere vlag
De vlag van Birmingham City Council in een banier en wappert dagelijks vanaf openbare gebouwen in de stad, waaronder het Council House en het stadhuis op Victoria Square.

## Verwante afbeeldingen

Het wapen van Birmingham
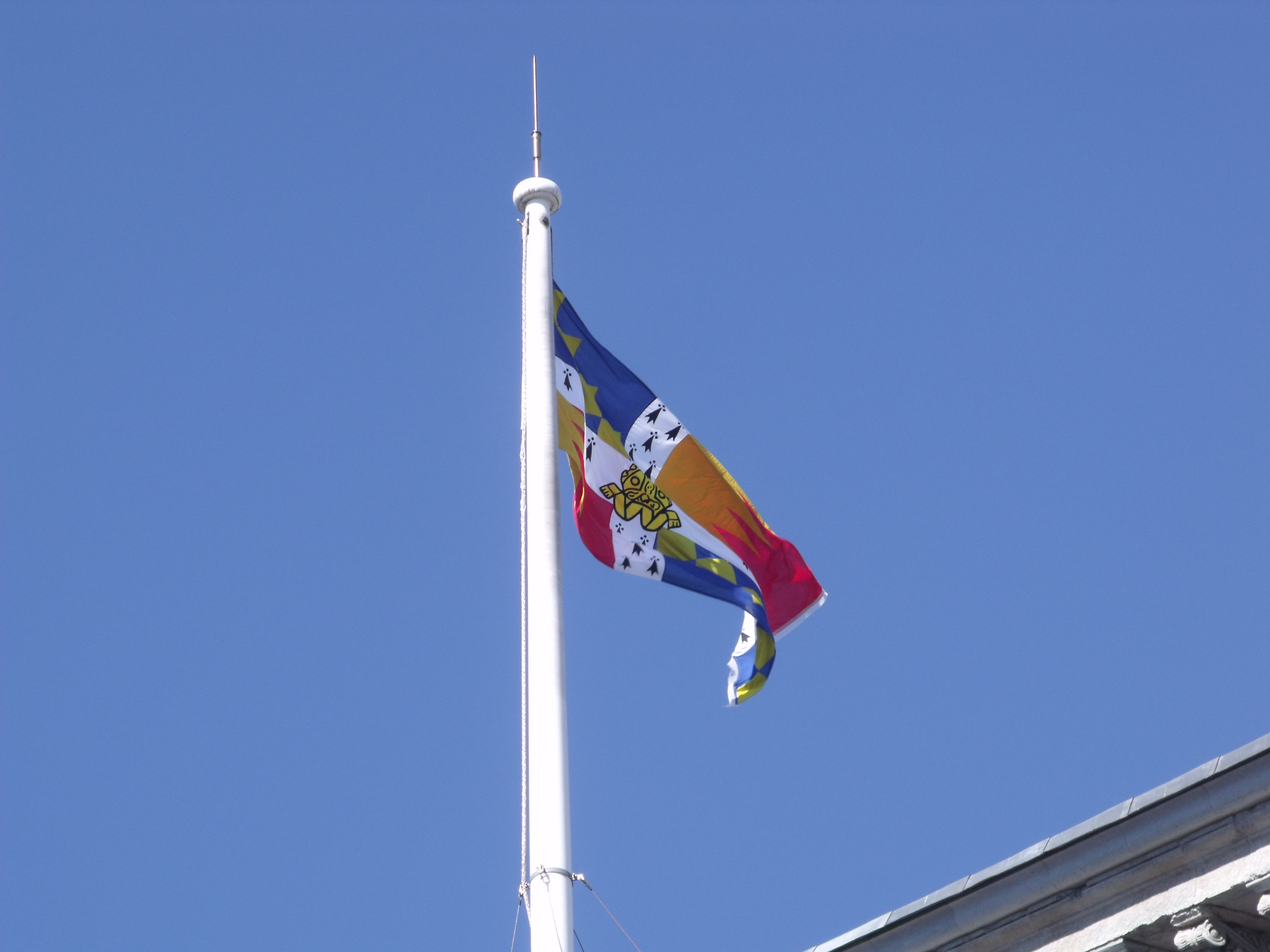
Het banier van de gemeente wapperde boven het Birmingham Town Hall.